# Chang-dong (Metro de Seúl)
Chang-dong es una estación de la Línea 1 y Línea 4 del Metro de Seúl.
Se encuentra en Chang-dong, Dobong-gu, Seúl.

## Salidas
- Salida 1: Dobong Police Station, Donga APT
- Salida 2: Changdong Elementary School, E-mart, Daerim APT

## Galería

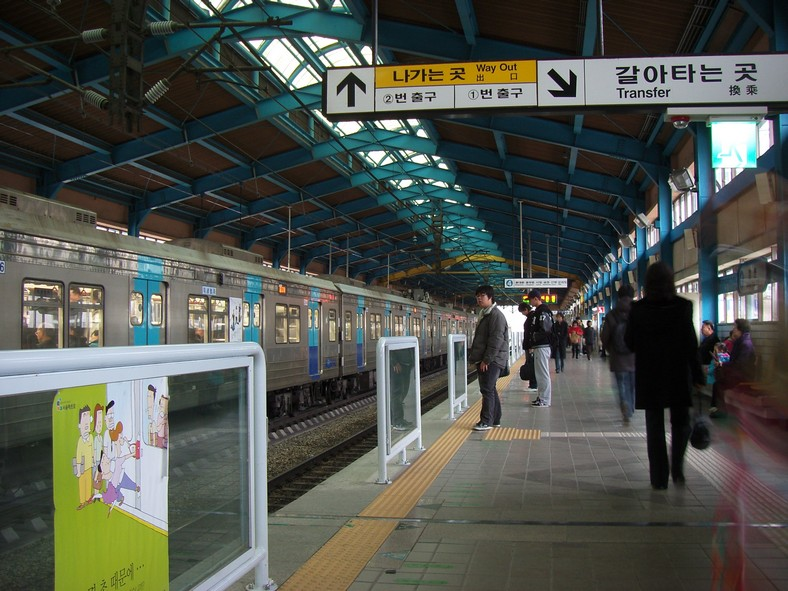
Plataforma de la Línea 4
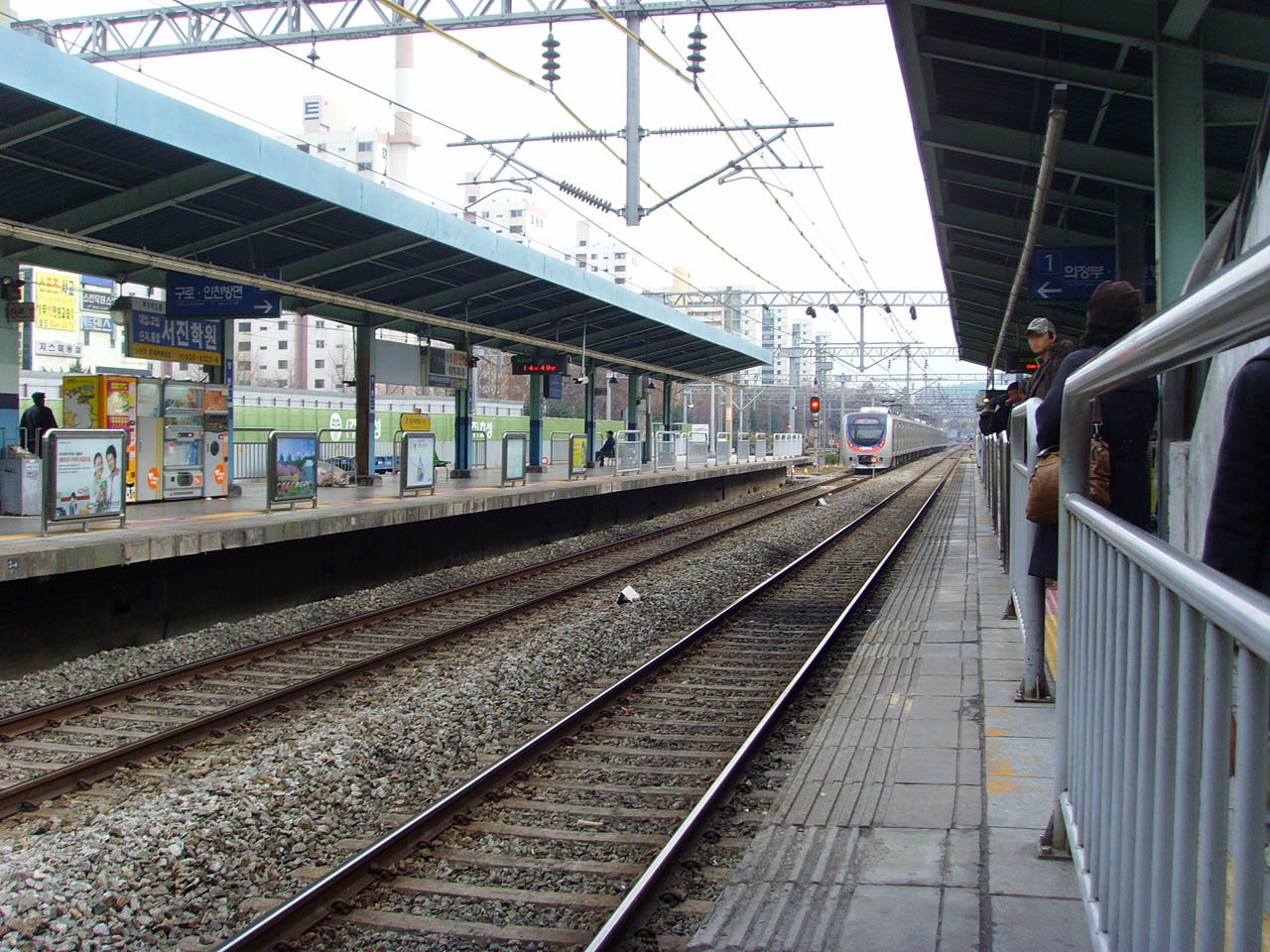
Plataforma de la Línea 1

- Datos: Q490519
- Multimedia: Chang-dong Station / Q490519